# Clint Field

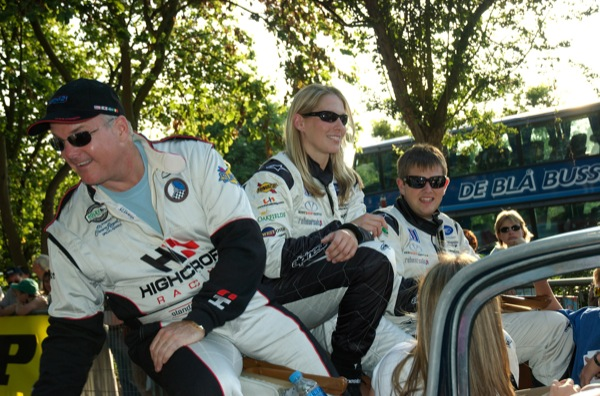
Clint Field (rechts) mit Liz Halliday und Duncan Dayton beim 24-Stunden-Rennen von Le Mans 2006

Clinton Richard „Clint“ Field (* 16. Juni 1983 in Marion) ist ein ehemaliger US-amerikanischer Autorennfahrer und der Sohn von Jon Field. 

## Karriere
Nach Anfängen in nordamerikanischen Nachwuchsserien startete Clint Field ab 2002 in der American Le Mans Series. Die Rennen bestritt er für Intersport Racing, dem Rennteam seines Vaters. Nach einem dritten Endrang in der LMP2-Klasse 2004 (Partner Robin Liddell; Meister Ian James und James Gue), gewann er diese Klassenwertung 2005. 2006 erreichte er den zweiten Rang in der LMP2-Klasse und 2009 den dritten Platz in der Klasse der LMP1-Fahrzeuge.
Seine beste Platzierung bei einem Einzelrennen war der zweite Gesamtrang beim 12-Stunden-Rennen von Sebring 2006. Zweimal war Clint Field beim 24-Stunden-Rennen von Le Mans am Start, mit dem besten Ergebnis 2006, als er das Rennen an der 19. Stelle der Gesamtwertung beendete.

## Statistik

### Le-Mans-Ergebnisse
| Jahr | Team              | Fahrzeug    | Teamkollege     | Teamkollege    | Platzierung             | Ausfallgrund |
| ---- | ----------------- | ----------- | --------------- | -------------- | ----------------------- | ------------ |
| 2004 | Intersport Racing | Lola B2K/40 | Rick Sutherland | William Binnie | Rang 25 und Klassensieg |              |
| 2006 | Intersport Racing | Lola B05/40 | Liz Halliday    | Duncan Dayton  | Rang 19                 |              |

### Sebring-Ergebnisse
| Jahr | Team                       | Fahrzeug        | Teamkollege     | Teamkollege    | Platzierung     | Ausfallgrund |
| ---- | -------------------------- | --------------- | --------------- | -------------- | --------------- | ------------ |
| 2003 | Intersport Racing          | Lola B2K/10B    | Rick Sutherland | John Macaluso  | disqualifiziert |              |
| 2004 | Intersport Racing          | Lola B2K/40     | Rick Sutherland | William Binnie | Rang 25         |              |
| 2005 | Telessis Intersport Racing | Lola B2K/40     | Liz Halliday    | Gareth Ridpath | Ausfall         | Elektrik     |
| 2006 | Intersport Racing          | Lola B05/40     | Liz Halliday    | Jon Field      | Rang 2          |              |
| 2007 | Intersport Racing          | Creation CA06/H | Richard Berry   | Jon Field      | Rang 14         |              |
| 2008 | Intersport Racing          | Lola B06/10     | Richard Berry   | Jon Field      | Rang 9          |              |
| 2009 | Intersport Racing          | Lola B06/10     | Chapman Ducote  | Jon Field      | Ausfall         | Mechanik     |